# Last Night (Az Yet)
Last Night is een nummer van de Amerikaanse boyband Az Yet uit 1996. Het is de eerste single van hun titelloze debuutalbum, en staat tevens op de soundtrack van de film The Nutty Professor.
Het nummer werd alleen in de Verenigde Staten, Nederland, Zweden en Oceanië een hit. In de Amerikaanse Billboard Hot 100 haalde het de 9e positie, en in de Nederlandse Top 40 de 7e.